# Stephen Darby
Stephen Mark Darby, né le 6 octobre 1988 à Liverpool, est un footballeur anglais. Il évolue au poste d'arrière-droit aux Bolton Wanderers.

## Biographie
Capitaine de l'équipe junior de Liverpool qui s'impose en Youth Cup en 2006, il gravit les échelons pour être sélectionné par Rafael Benitez dans l'équipe première, même si ses apparitions sont rares. Il remporte également la Youth Cup en 2007, mais sans le brassard de capitaine, porté par Jay Spearing.
Le 21 janvier 2011, il est prêté au club de Notts County (3e division) jusqu'à la fin de la saison.
Le 5 juillet 2012, il signe un contrat de deux saisons en faveur de Bradford City.
Le 7 juillet 2017, il rejoint Bolton Wanderers.
Stephen Darby a reçu sept sélections en équipe d'Angleterre des moins de 19 ans.

## Carrière
- 2006–2012 :  Liverpool FC
  - mars 2010–2010 :  Swindon Town (prêt)
  - nov. 2010–2011 :  Notts County (prêt)
  - 2011–2012 :  Rochdale (prêt)
- depuis 2012 :  Bradford City[3]

## Palmarès
- Vainqueur de la Youth Cup avec Liverpool en 2006 et 2007